# 鏡花あやかし秘帖
『鏡花あやかし秘帖』（きょうかあやかしひちょう）は、橘みれい（嶋田純子）のライトノベル。
明治時代を舞台に、実在の小説家泉鏡花をモデルにしたミステリー系シリーズである。1996年に小学館キャンバス文庫で発表された後は、1998年にまんだらけ出版部へ、そして2007年に学研へと出版社を移る。
2009年6月にドラマCD化もされる。
2016年9月15日に出版された漫画『鏡花あやかし秘帖 月』にて原作者の逝去が発表され、当作が実質の最終巻となった。

## あらすじ
時は明治33(1900)年、帝都 東京──。雑誌『幻想倶楽部』編集部に入社した新人・香月真澄は、憧れの作家・泉鏡花の担当を任される。容姿端麗で不思議な力を持つ鏡花に関わった事で『視える力』を目覚めさせてしまった香月の周りでは、次々と奇怪な事件が巻き起こる。幻想と幽幻がはびこる帝都にて紡がれる、妖しくも美しく、時に恐ろしくも哀しい奇談物語。

## 登場人物
※声優はドラマCD版のもの

### 主要人物
香月真澄（こうづき ますみ）
声 - 夜叉の恋路：鈴村健一 → vol.1-3：小野友樹
本作の主人公。初登場時は24歳。春から雑誌『幻想倶楽部』に入社した新米編集者。松江出身。家族は父（後に鬼籍)・母・兄・姉3人・妹2人。父亡き後、唯一の男兄弟である兄に大変厳しく躾けられて育った。一高（旧制第一高等学校）卒業のち帝大（帝都国立大学哲学科）に入学、在学中から編集部の雑務をこなしており、その縁で入社した。学生時代から「鏡花宗の盲信者」と呼ばれるほど鏡花作品の愛読者で、担当を任された時は飛び上がるほど喜んでいた。
年齢より若く見える女性似の童顔から、学生時代は「フロイライン」という名称で呼ばれ、一種の全貌の的になっていた。その為何度か同性愛対象として見られていた事があり、その度に神谷に助けてもらっていた。初めて鏡花邸を訪れた際、座敷に屯していた百鬼夜行と出くわした事で眠っていた『視る』能力が開花し、そのせいで幽霊絡みの騒動に巻き込まれていく。
先輩編集者達から「分かりやすい」と言われるほど喜怒哀楽の表現が豊かで人懐っこく、たとえ幽霊であろうと妖だろうと困っている人は放っておけない。鏡花からも度々「優しい人ですね」と言われている。しかし時としてその優しさが仇となり、引き込まれて収拾がつかなくなる程の大事になった後鏡花に助けてもらう事もままある。また、すずとの仲を懸念したり、彼を慕う美影に複雑そうな表情をするなど、 鏡花に対し敬愛以上ともとれる想いを抱いている。
泉鏡花（いずみ きょうか）
声 - 夜叉の恋路：諏訪部順一 → vol.1-3：平川大輔
本作のもう一人の主人公。石川県金沢市出身の人気作家。牛込にある古びた二階屋敷に住んでいる。本作では初登場時26歳。親交のあった画家・小村雪岱の「色の白い、小柄で、勝気な美人が男装をしたような方」という一文を反映させた、細面に無造作に分けた長い前髪に小柄で華奢な体つき、細い金縁の眼鏡の奥に鋭い光を放つ強靭な知性をおびた瞳を持った白皙の美貌の持ち主。和服を粋に着こなし煙管を吸っているのが常。だが、繊細な見た目と比例する様に病的なまでの神経質で人や物の好き嫌いが激しく、多くの編集者の手を焼いている。
『魑魅魍魎』や『幽霊』といったお化けの類と『美しいもの』をこよなく愛しており、その性格と相極まってよからぬ噂が絶えない。屋敷にはいつも百鬼夜行だの雑鬼だのが集まっている。鏡花自身も不思議な『力』の持ち主であり、式神の使役のほか亡者の魂を呼び戻す「招魂」など多くの呪術を使いこなし、時には自身も仕込み杖を用いて戦う事もある。しかし術は全てが万能な訳ではなく､「招魂」術を使うと精神がひどく消耗してしまう。ウサギも大好きで、ぬいぐるみや置物などかなりのグッズを集めている。好物は湯豆腐だが、潔癖症なので “す” が立つくらい煮ないと食べられない。
香月の持つ飾らない優しさと能力に惹かれ、担当編集者と作家という立場を越えた友人として接していく。そんな香月の思いに対しては曖昧な態度をとっているが、美影から隠しているものの、心の奥深い部分で彼を求めている事を指摘されている。

### 主要人物に関わる人々
久我良利（くが よしとし）
声 - 夜叉の恋路：丹沢輝之 → vol.1-3：藤吉浩二
雑誌『幻想倶楽部』編集長。編集部の雰囲気には到底似合わない角ばった顔に口髭を蓄えた大柄な男。生粋の江戸っ子気質で「このウスラトンカチ!!」「スットコドッコイ!!」といった歯切れのいい罵倒を浴びせるのが編集部の名物。毎回厄介な仕事を「下っ端だから」や「若いから」という理由で香月に押し付けている。だが、香月の身に危険が迫ると直ちに手を引くよう進言するなど悪い人ではない。妻がかなり気の強い人らしく、頭が上がらない様子。
大沢武宏（おおさわ たけひろ）
声 - 夜叉の恋路：森川竜太 → vol.1-3：柳田淳一
雑誌『幻想倶楽部』の先輩編集者。編集長の久我に負けず劣らずのがっしりとした大男。学生時代「壮士芝居」と呼ばれる演劇をやっていた事があり、かなり声が大きい｡「女々しい」や「チャラチャラしている」という理由から西洋文化が大嫌いで、六車とはしょっちゅう殴り合いだの言い争いだのの喧嘩をしており、こちらも編集部の名物と化している。
六車亮介（むぐるま りょうすけ）
声 - 夜叉の恋路：千葉進歩 → vol.1-3：岩澤俊樹
雑誌『幻想倶楽部』の先輩編集者。年は三十代ほど。欧州諸国に留学経験があり、語学堪能。
スラリとした長身に彫りの深い顔立ちをした、洋装が似合う美男子。紙巻煙草を愛用している｡「耽美的な声」と称される甘く低い声音の持ち主でフェミニストな性格もあり、身分や年齢差、はては未婚既婚問わず多くの女性と浮名を流している。だが、女性達との付き合いがてら情報収集も行っているために仕事ぶりは際立って優秀。香月に対し愛情表現ともからかいとも取れるそぶりを見せているが、当の本人からは毎回軽くあしらわれている。また、見かけによらず神経が細く、心霊絡みの事になると腰が引けてしまう。
「幻想倶楽部」に籍をおきながら、幽霊や妖ごとを信じていない現実主義者。だが、鏡花の事は心底恐れており、いつか香月が彼と共に踏み込んではならない闇の中に入り込んで、二度と戻って来られなくなるのではないかと危惧している。
青柳寛（あおやぎ ひろし）
声 - 夜叉の恋路：山口翔平 → vol.1-3：各務立基
雑誌『幻想倶楽部』の先輩編集者。 鏡花の前任。趣味は折り紙。のっぺりとした顔に黒縁の眼鏡をかけている。見た目は地味で陰気だが仕事振りは確かなので信頼されている。文芸全般に造詣が深く、特に短歌や伝承などについて博識｡「幻想倶楽部」の知恵袋。
鏡花並みに私生活が謎めいており、香月曰く「自宅は本と千代紙と人形でいっぱいで日本舞踊とか教えていそう」。実は既婚者であり、趣味の折り紙の会で知り合った千代（ちよ）という年若い妻がいる。
神谷千景（かみや ちかげ）
声 - 成田剣
「夜叉の恋路」に登場。香月の一高（旧制第一高等学校）時代の先輩で、憧れの人。容姿ゆえに同性愛対象にされていた香月を度々助けていた。彼自身も容姿端麗で香月と並ぶ姿を絵になると羨まれ、仲を噂された事もある。成績も優秀で哲学科を首席で卒業し、天皇陛下から銀の懐中時計を賜った。
歳の離れた姉の嫁ぎ先である児島子爵の三男、玲於奈（れおな）との悲恋の果てに心が壊れ夜叉と化するが、香月と鏡花の手助けにより彼と共に黄泉へ旅立つ。
伊藤すず（いとう すず）
置屋『蔦栄楽』の人気芸者。妓名は「桃太郎」。父親が破産した為に幼くして芸妓屋に売られ、母親は現在行方不明。鏡花とは相思相愛の仲だが、彼の師匠である尾崎紅葉に交際を猛反対されている。後の鏡花夫人。

### 妖・人ならざるもの
卯辰（うたつ）
声 - 夜叉の恋路：神田朱未 → vol.1-3：佳村はるか
鏡花の式神。羽根状の耳に小さな角の生えたウサギの姿をしているが、必要に応じて真珠色の巨大な龍になる。普段は水晶細工の兎の置物となって鏡花が懐に入れて持ち歩いている。鏡花同様に香月の事を一目で気に入り懐いている。角を触られるのが嫌いで、一度香月が好奇心で触ってしまった時はあからさまに無視していた。ニンジンが好物。
吉之助（きちのすけ）
鏡花の自宅近くにある稲荷狐神社の息子。香月は「若様」と呼んでいる｡「吉川」という少年や書生の姿に化け鏡花邸に赴いては雑用を手伝っている。香月に奢ってもらって以来アイスクリームが大好物。
涼牙（りょうが）
「琥珀の記憶」に登場。角の生えた黒髪の男。著者の別作品「平安京伝奇シリーズ」からのゲストキャラクター。
長年の間琥珀に封じ込められ自分の容姿と名前を失っていたが、美影の助力により解き放たれる。そして魔物を封じた石から溢れ出した妖魔を喰い付くして名を取り戻し去っていくが、なぜか猫になって鏡花邸に住み着いてしまった。
美影（みかげ）
人形芝居の一座「かげろう座」の座長。人形師にして人形遣い。見た目は16、7歳位の鮮明な顔立ちの少年。常に黒服を着ている｡「活人形」と呼ばれる精細なからくり人形を作ることが出来る。かなりの時代（本作では少なくとも三百年以上）を生きているようだが、本人曰く「応仁の乱より前の事は、記憶が曖昧」らしい。
元は父母を亡くし、人買いに攫われて男娼館に売られた人間の少年。身請け先から逃げ出した矢先に左腕を斬られ、瀕死の状態だったところを人形遣いの『傀儡』に拾われ「美影」という名を貰い弟子となる。そして左腕から動かなくなった順に人形の部品に作り変えられ、文字通りの『生き人形』となり悠久の時を生きて来た。最期に『傀儡』が遺した言葉である「自分に救済を与えてくれる人」を鏡花だと思い側についている。
香月からは鏡花を巡るライバル(?)として敵視されており、本人もからかいの種にしているが、鏡花に真っ直ぐな感情を向けられる事を羨ましいと思っている。
マリア＆紅椿（マリア＆べにつばき）
美影が作りだした二体のからくり人形。姉妹人形で、アンティークドレスを着たフランス人形が姉のマリア。赤い着物を着た日本人形が妹の紅椿。どちらも鏡花には懐いているが、香月にはやや辛辣な態度をとる。二人ともいざという時にはかなりの戦闘力を発揮する。

## 書誌情報
- 小学館キャンバス文庫 嶋田純子名義、挿絵：九後奈緒子
  - 夜叉の恋路（1996年10月10日第1刷発行 シリーズ第1作）
  - 鹿鳴館の魔女（1997年3月10日第1刷発行　シリーズ第2作）
- まんだらけ出版ライブノベルス 嶋田純子名義、挿絵：今市子
  - 夜叉の恋路（1998年12月5日初版第1刷発行 シリーズ第1作）
  - 鹿鳴館の魔女（1999年4月24日初版第1刷発行 シリーズ第2作）
  - 手毬唄が聞こえる（1999年8月27日初版第1刷発行 シリーズ第3作）
- 学研もえぎ文庫 橘みれい名義、挿絵：今市子
  - からくり仕掛けの蝶々（2007年9月26日初版発行 シリーズ第4作）
  - 幽冥の館（2008年7月29日初版発行　シリーズ第5作）
  - 夜叉の恋路（2008年7月29日初版発行　シリーズ第1作）短編小説「水晶の夢」「白菊の露」収録
- 学研もえぎDX　橘みれい名義、挿絵・漫画：今市子
  - 鏡花水月（2009年6月29日第1刷発行） 小説シリーズ2・3作目、短編小説「聖なる代償」収録
  - 鏡花妖宴（2010年11月2日第1刷発行） コミカライズ、短編小説「海神幻想」「青の貴婦人」「放生会」収録
  - 鏡花繚乱（2011年10月4日第1刷発行） コミカライズ、短編小説「人魚の真珠」「血潮珊瑚」収録
  - 鏡花変幻（2012年10月9日第1刷発行） 短編小説「永遠の美酒」、コミカライズ収録
  - 鏡花迷宮（2013年10月8日初版発行）コミカライズ、小説シリーズ第5作目収録
  - 鏡花極彩（2014年9月22日初版発行） コミカライズ、小説シリーズ第4作目収録

### 漫画
学研もえぎDXから出た鏡花シリーズの漫画（作画：今市子）をまとめたもの。また描きおろし漫画も収録。発売は学研プラスのノーラコミックス。
「月」及び「完全版」に収録された作品は原作者原案であり小説ではないがシリーズ最終作となる。
- - 鏡花あやかし秘帖（2012年発行）
  - 鏡花あやかし秘帖 華（2015年発行）
  - 鏡花あやかし秘帖 月（2016年発行）
  - 鏡花あやかし秘帖 完全版 上下巻（2018年発行） - 上記3巻に描きおろしを追加したもの

## ドラマCD
- インターコミュニケーションズ
  - 鏡花あやかし秘帖 『夜叉の恋路』
  - 新釈 鏡花あやかし秘帖 vol.1 『人魚の真珠』
  - 新釈 鏡花あやかし秘帖 vol.2 『幽冥の館』
  - 新釈 鏡花あやかし秘帖 vol.3 『永遠の美酒』